# شرطة السكك الحديدية
شرطة السكك الحديدية هم الأشخاص المسؤولون عن حماية ممتلكات السكك الحديدية والمرافق والإيرادات والأفراد، وكذلك الركاب والبضائع المنقولة. يمكن لشرطة السكك الحديدية القيام بدوريات في أنظمة النقل العام بالسكك الحديدية. أدوارهم بالضبط تختلف من بلد إلى آخر. في بعض البلدان، لا تختلف شرطة السكك الحديدية عن أي وكالة شرطة أخرى، بينما في بلدان أخرى تشبه شرطة الأمن. يتم منح البعض سلطة إضافية واسعة النطاق، في حين أن تلك الموجودة في الولايات القضائية الأخرى مقيدة أكثر. 
في الولايات المتحدة وكندا، يتم توظيف شرطة السكك الحديدية من خلال وكالة السكك الحديدية الرئيسية من الدرجة الأولى. في بلدان أخرى، يتم هذا العمل عادة بواسطة قوات الشرطة الإقليمية بدلاً من الوكالات المتخصصة. في بريطانيا العظمى، تقع السكك الحديدية ضمن اختصاص شرطة النقل البريطانية، وهي قوة شرطة إقليمية مقرها في بريطانيا العظمى وتتولى مراقبة جميع السكك الحديدية وبعض أنظمة النقل العام في بريطانيا العظمى. 

## ألمانيا
كان Bahnpolizei اسم شرطة السكك الحديدية السابقة في ألمانيا الغربية، وكان خاضعًا لسلطة شركة السكك الحديدية الفيدرالية الألمانية دويتشه بوندسبان. قام ضباط Bahnpolizei بالتحقيق في التعدي على ممتلكات السكك الحديدية، والاعتداء على الركاب والتهديدات الإرهابية التي تستهدف السكك الحديدية، والحرق العمد للمتلكات، ووضع علامات على الكتابة على الجدران أو المباني المتداول بالسكك الحديدية وتخريب الإشارات والتقاط النكات والاحتيال على التذاكر والسرقة وسرقة الممتلكات الشخصية والأمتعة أو الشحن. كما قاموا بالتحقيق في تصادم القطارات/المركبات وإطلاق المواد الخطرة. 
في عام 1992 تم نقل مهمة أمن السكك الحديدية إلى حرس الحدود الفيدرالي الألماني مما أدى إلى اندماج Bahnpolizei في قوة حرس الحدود الفيدرالية. وقد قامت BGS بالفعل بهذه الواجبات في عام 1990 في ألمانيا الشرقية السابقة، لتحل محل شرطة النقل الألمانية الشرقية السابقة. تم تغيير اسم Bundesgrenzschutz إلى الشرطة الاتحادية ( الشرطة الفيدرالية ) في 1 يوليو 2005، وهذه القوة مسؤولة حاليًا عن التدقيق الأمني والركاب على نظام السكك الحديدية الألمانية. 

## روسيا
تحمي وزارة النقل MVD نظام السكك الحديدية في روسيا. الشرطة جزء من وزارة الشؤون الداخلية وهي مسؤولة عن حماية السكك الحديدية وفحص جودة القطارات والحفاظ على سلامة السكك الحديدية في الاتحاد الروسي. 

## الولايات المتحدة الأمريكية

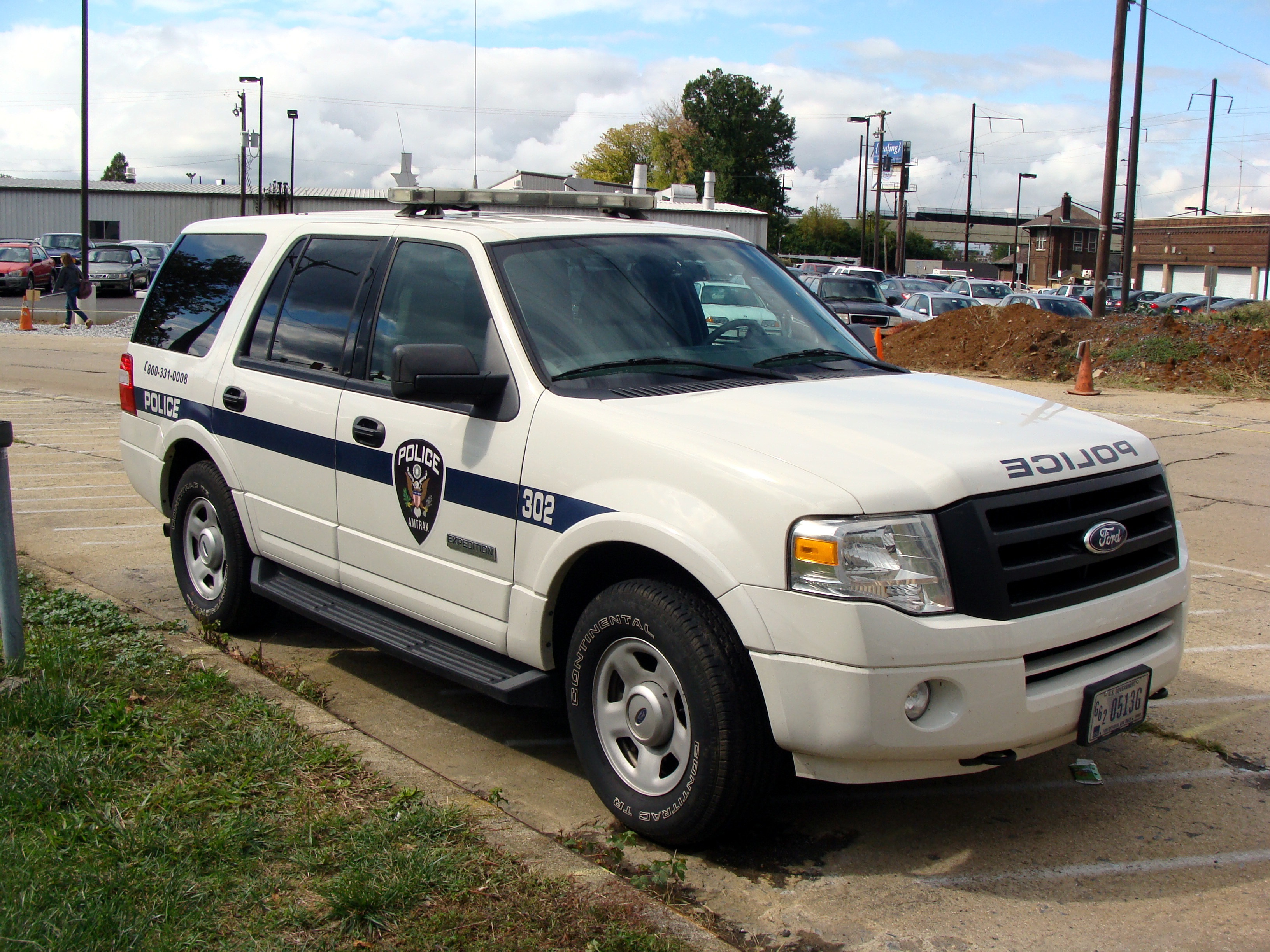
سيارة أمتراك متعددة الاستخدامات